# Tucker Glacier
Tucker Glacier – lodowiec między Górami Admiralicji a Victory Mountains w Antarktydzie Wschodniej.

## Nazwa
Nazwany przez antarktyczną ekspedycję New Zealand Geological Survey (1957–1958) – nazwa pochodzi od Tucker Inlet – wypełnionej lodem przybrzeżnej zatoczki przy ujściu lodowca , którą w 1841 roku nazwał James Clark Ross (1800–1862) na cześć Charles’a T. Tuckera, najwyższego rangą oficera pokładowego statku HMS Erebus .

## Geografia
Tucker Glacier leży między Górami Admiralicji a Victory Mountains w Antarktydzie Wschodniej . Wyznacza kraniec Gór Admiralicji . Spływa na południowy wschód do Morza Rossa . Mierzy ok. 145 km długości . Na łagodnie nachylonym lodowcu znajdują się dwa stopnie – Biscuit Step i Pemmican Step . W górnej części lodowca znajduje się łagodny lodospad – Chocolate Step .
Niedaleko od czoła lodowca, na zachód od Homerun Range, znajduje się śnieżne siodło, skąd Ebbe Glacier spływa na północny zachód .    

## Historia
Lodowiec został zbadany przez antarktyczną ekspedycję New Zealand Geological Survey w latach 1957–1958 .   